# Chelsea Walls
Chelsea Walls (br: Dramas e Sonhos) é um filme americano dirigido por Ethan Hawke e lançado em 2002 pela Lions Gate Entertainment. Conta Kris Kristofferson, Uma Thurman, Rosario Dawson, Robert Sean Leonard e Vincent D'Onofrio no seu elenco. O filme se passa no histórico Hotel Chelsea, em Nova York, e foi filmado em vídeo digital com o custo de 100.000 de dólares.